# Geleitfahrzeug

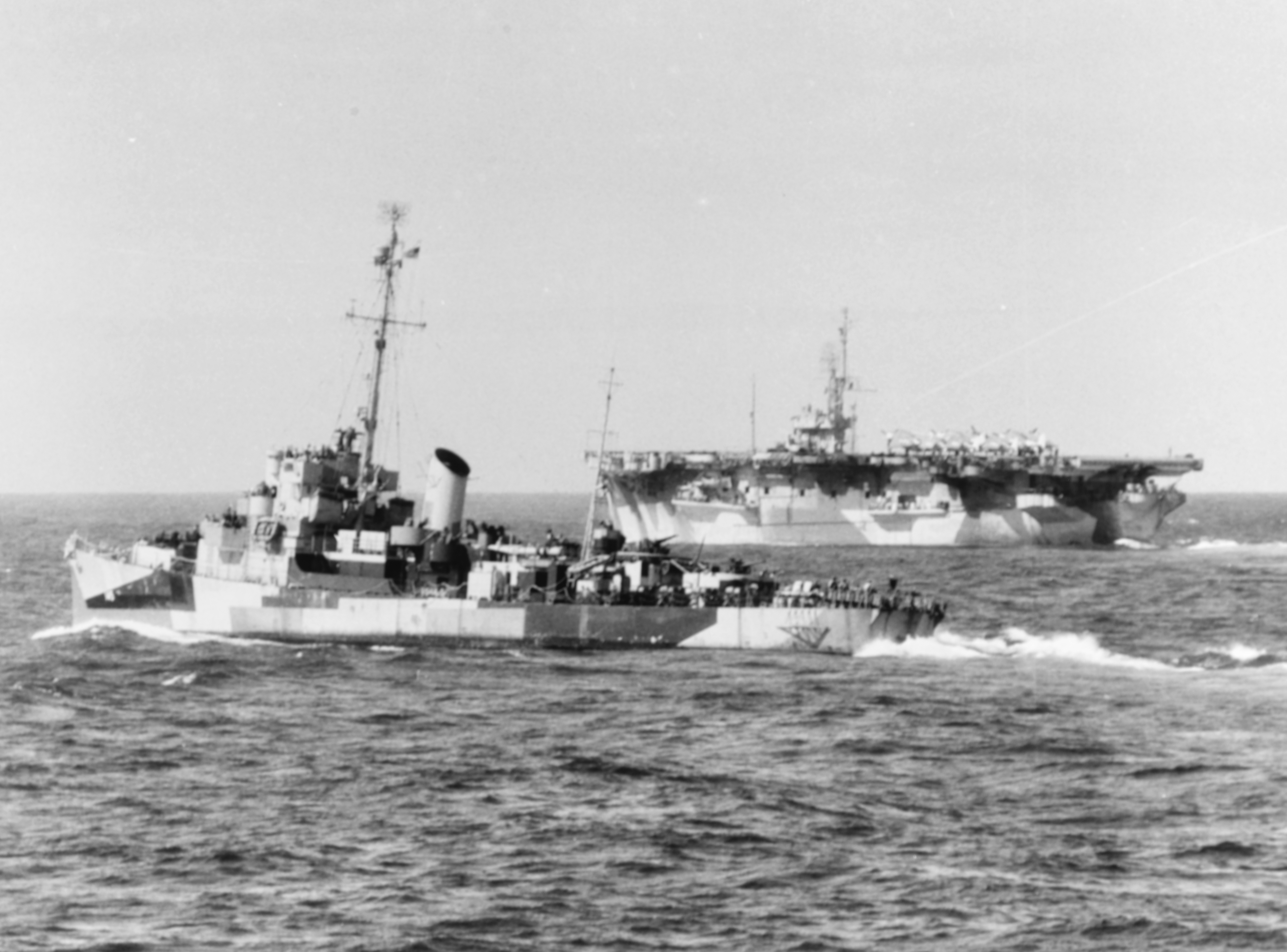
Ein Geleitzerstörer und ein Geleitflugzeugträger im Nordatlantik 1944

Der Begriff Geleitfahrzeug bezeichnet verschiedene Typen von Kriegsschiffen, deren Hauptaufgabe der Begleitschutz von Handelsschiffen und anderen Kriegsschiffen ist. Die unterschiedlichen Typen von Geleitfahrzeugen entwickelten sich beginnend im Ersten Weltkrieg angesichts der Bedrohung durch U-Boote. Andere Bezeichnungen sind in Abhängigkeit von der Größe Geleitboot und Geleitschiff.

## Bezeichnung und Aufgaben

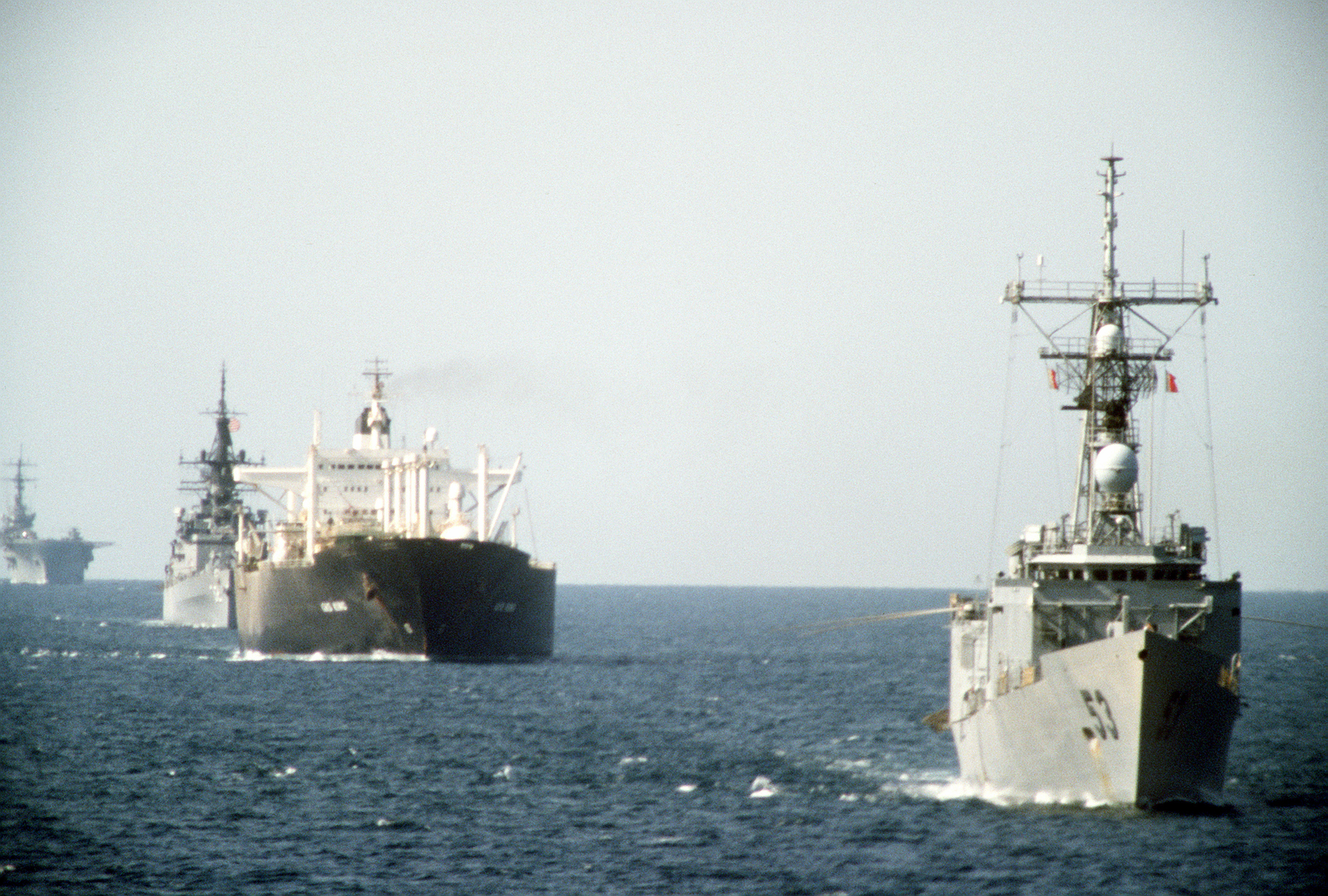
Die Fregatte Hawes und andere Kriegsschiffe beim Geleit eines Tankers im Persischen Golf 1987

Die Bezeichnungen von Kriegsschiffstypen sind nicht allgemeinverbindlich und wandeln sich im Laufe der Zeit. Neben Fahrzeugen, deren Geleitaufgabe sich aus der Typenbezeichnung ergibt, gibt es weitere Schiffstypen, die vornehmlich für Geleitaufgaben eingesetzt werden.
Zu den Aufgaben von Geleitfahrzeugen gehören die Abwehr von U-Booten, Flugzeugen und Minen insbesondere beim Schutz von Geleitzügen.

### Deutscher Sprachraum

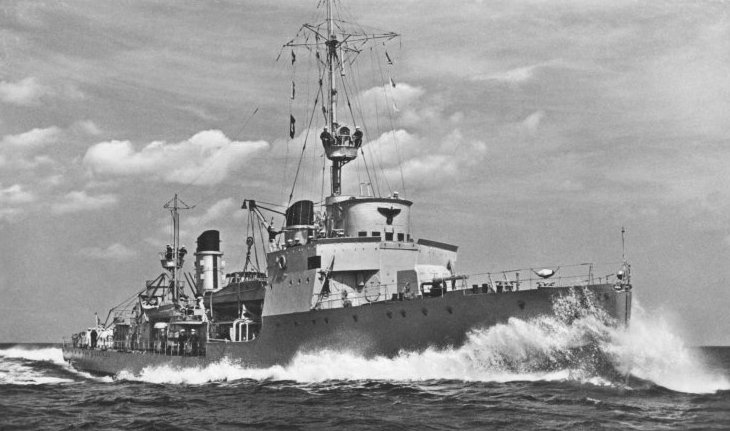
Flottenbegleiter F 1

Im deutschen Sprachraum sind die ab 1935 in Dienst gestellten Flottenbegleiter der Kriegsmarine die ersten Kriegsschiffe, in deren Typbezeichnung sich die Geleitaufgabe wiederfindet. Sie gehörten Geleitflottillen an, in denen neben den Flottenbegleitern weitere Fahrzeuge, darunter erbeutete Torpedoboote für Geleitaufgaben eingesetzt wurden.
Davon zu unterscheiden waren verschiedene Begleitschiffe für Minensuchboote, Schnellboote und U-Boote, die keine Schutzaufgaben hatten, sondern als logistische Basis dienten wie etwa das Schnellbootbegleitschiff Tsingtau.

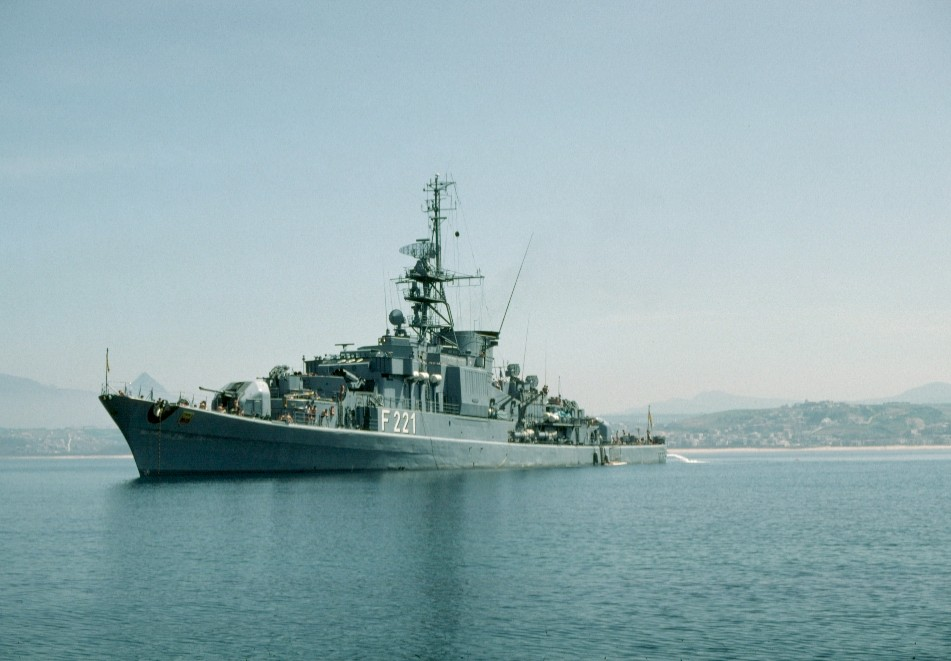
Fregatte Emden des Typs Geleitboot 55, später Klasse 120

Die Bundesmarine beschaffte bei ihrer Aufstellung sechs Schiffe unter der Bezeichnung Geleitboot 55, die sie im 2. Geleitgeschwader zusammenfasste. Bereits kurz nach der Indienststellung der Schiffe wurde die Bezeichnung in Fregatte Klasse 120 geändert, während das Geschwader seinen Namen bis zur Außerdienststellung 1988 behielt.

### Englischer Sprachraum
In der Nomenklatur der englischsprachigen Marinen werden Geleitfahrzeuge mit dem Begriff Escort bezeichnet. Er findet sich ebenfalls in den dort verwandten Schiffskennungen wieder, in denen die Geleitaufgabe durch den Buchstaben E gekennzeichnet wird wie zum Beispiel in der Kennung DE für Geleitzerstörer (Destroyer Escort). Neben diesen zählen die Geleitflugzeugträger (CVE) und die U-Jagd-Boote (PCE) zu den bekanntesten Geleitfahrzeugtypen im englischsprachigen Raum.

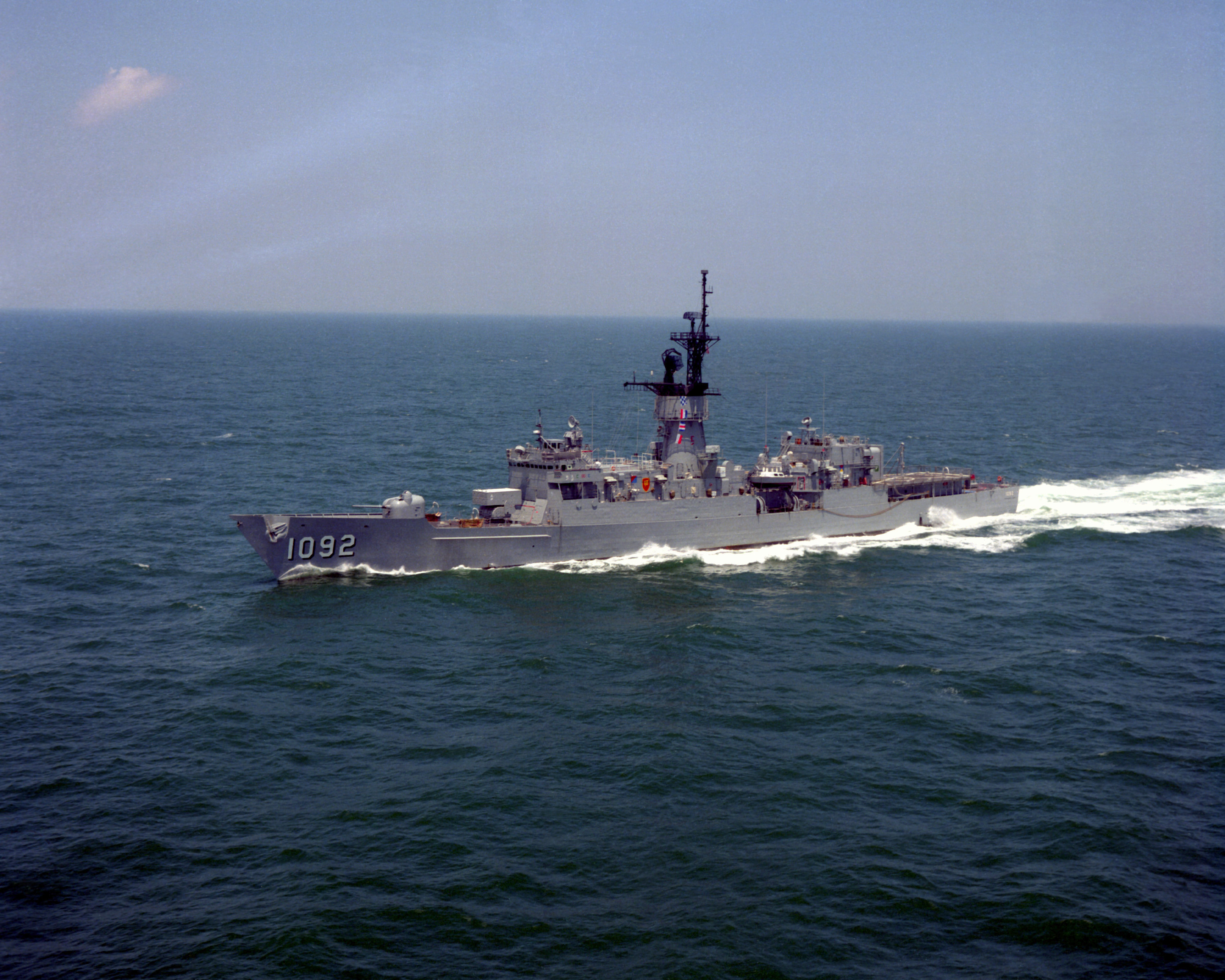
Die Fregatte USS Thomas C. Hart (FF-1092), in Dienst gestellt als Destroyer Escort DE-1092

Weil die Typenbezeichnungen der United States Navy teilweise verwirrend waren, gab es 1975 eine Anpassung, bei der die meisten Geleitzerstörer in Fregatten umbenannt wurden.

### Französischer Sprachraum
Die Marine Nationale stellte nach dem Zweiten Weltkrieg eine Anzahl verschiedener Geleitfahrzeuge unter der Bezeichnung Escorteur in Dienst. Es wurden die Typen escorteur d’escadre, escorteur rapide, aviso escorteur und escorteur côtier unterschieden, wobei erstere Zerstörern, letztere U-Jagd-Booten entsprachen.

## Typen von Geleitfahrzeugen
Im Laufe des vergangenen Jahrhunderts hat es Geleitfahrzeuge unterschiedlicher Größen, Bezeichnungen und Ausrüstungen gegeben. Einige Schiffe waren auf die Räumung von Seeminen spezialisiert wie zum Beispiel die britische Bird-Klasse. Die Mehrzahl der Geleitfahrzeuge wurde gegen U-Boote eingesetzt und war mit Sonaranlagen zur Ortung und Wasserbomben zur Bekämpfung ausgerüstet. Moderne Geleitfahrzeuge verfügen über eine Vielzahl von Waffensystemen, darunter meistens Flugkörper gegen Flugzeuge und Schiffe und U-Jagd-Torpedos und Bordhubschrauber gegen U-Boote.

### Geleitflugzeugträger

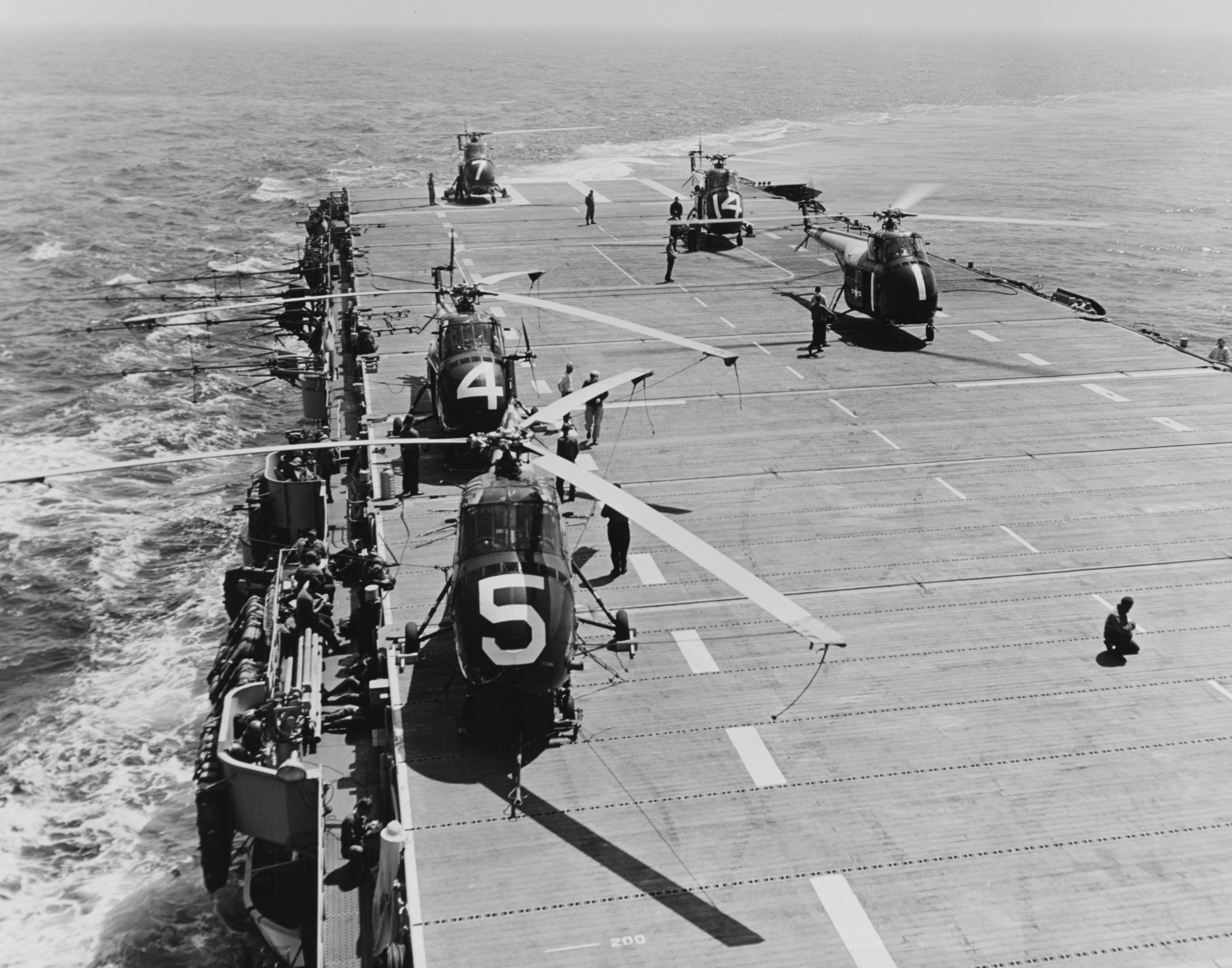
Der Geleitflugzeugträger USS Badoeng Strait (CVE-116) mit U-Jagd-Hubschraubern des Typs Sikorsky HO4S-3 bei einer U-Jagd-Übung 1954

Die größten Geleitfahrzeuge waren die Geleitflugzeugträger. Der Schiffstyp entstand im Zweiten Weltkrieg, als die Alliierten eine große Zahl von Flugzeugträgern für die U-Jagd benötigten und Handelsschiffe zu leichten Flugzeugträgern umbauten. Die Geleitflugzeugträger waren relativ langsam und wenig leistungsfähig, so dass sie nach Kriegsende nach und nach ausgemustert wurden und der Typ aus den Flotten verschwand.

### Kleinere Geleitfahrzeuge

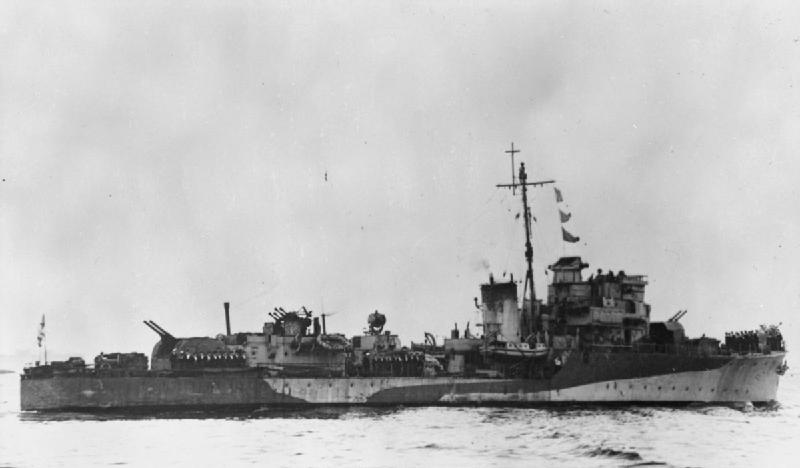
HMS Quantock, eine Sloop der Hunt-Klasse

Außer den Geleitflugzeugträgern gab es eine Anzahl verschiedener Typen kleinerer, speziell für Geleitaufgaben vorgesehener Fahrzeugtypen, deren Bezeichnungen nicht stringent voneinander abgegrenzt sind. Die britische Royal Navy bezeichnete kleine Geleitfahrzeuge für die U-Jagd und die Minenabwehr seit dem Ersten Weltkrieg als Sloop. Die historischen Bezeichnungen Fregatte und Korvette kamen ab den späten 1930er Jahren in Gebrauch. Zu Beginn des Zweiten Weltkriegs wurde die Bezeichnung Korvette für auf die U-Jagd spezialisierte Sloops eingeführt. Einige größere zuvor als Sloop bezeichnete Schiffe wurden später als Fregatten geführt wie die britische Hunt-Klasse. Drei von ihnen wurden später in der deutschen Bundesmarine als Schulfregatten und später als Begleiter bezeichnet.

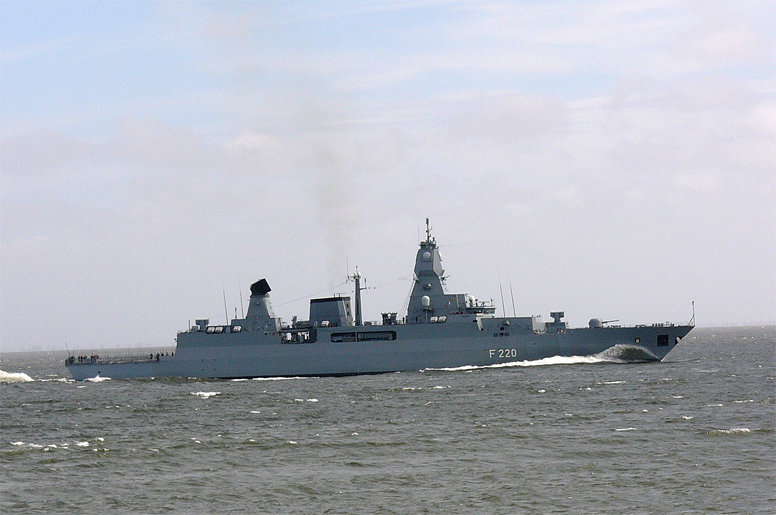
Moderne Luftverteidigungsfregatte Hamburg, Klasse 124

Im neueren Verständnis sind Fregatten und Korvetten Mehrzweckkampfschiffe, die für Geleitaufgaben besonders geeignet, jedoch nicht darauf begrenzt sind.

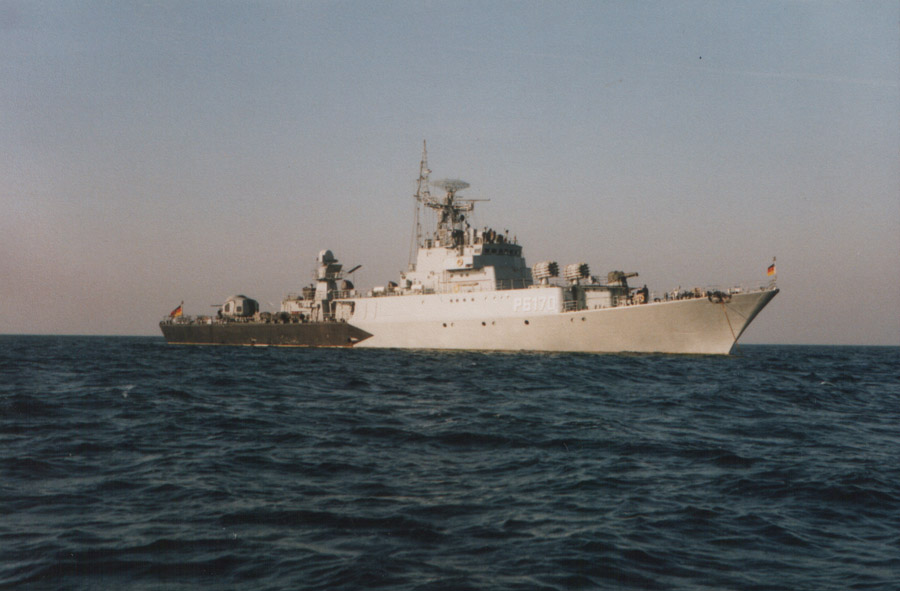
U-Jagd-Boot Wismar der Volksmarine, hier nach 1990 unter der Flagge der Bundesmarine

U-Jagd-Boote sind kleinere Kriegsschiffe bis zur Korvettengröße, die besonders für die Aufgabe der U-Boot-Bekämpfung ausgerüstet sind. Der Typ entstand im Ersten Weltkrieg auf der Basis umgebauter Fischdampfer wie den ASW-Trawlern der Royal Navy. In Deutschland wurde im Zweiten Weltkrieg eine große Zahl von zivilen Schiffen, hauptsächlich aus der Fischerei zu U-Jagd-Booten umgebaut und in U-Bootsjagd-Flottillen zusammengefasst.
Sowohl die Bundesmarine wie auch die Volksmarine verfügten über die U-Jagd-Boote. In der Volksmarine wurden sie als UAW-Schiffe bezeichnet.